# Buddhism i Frankrike

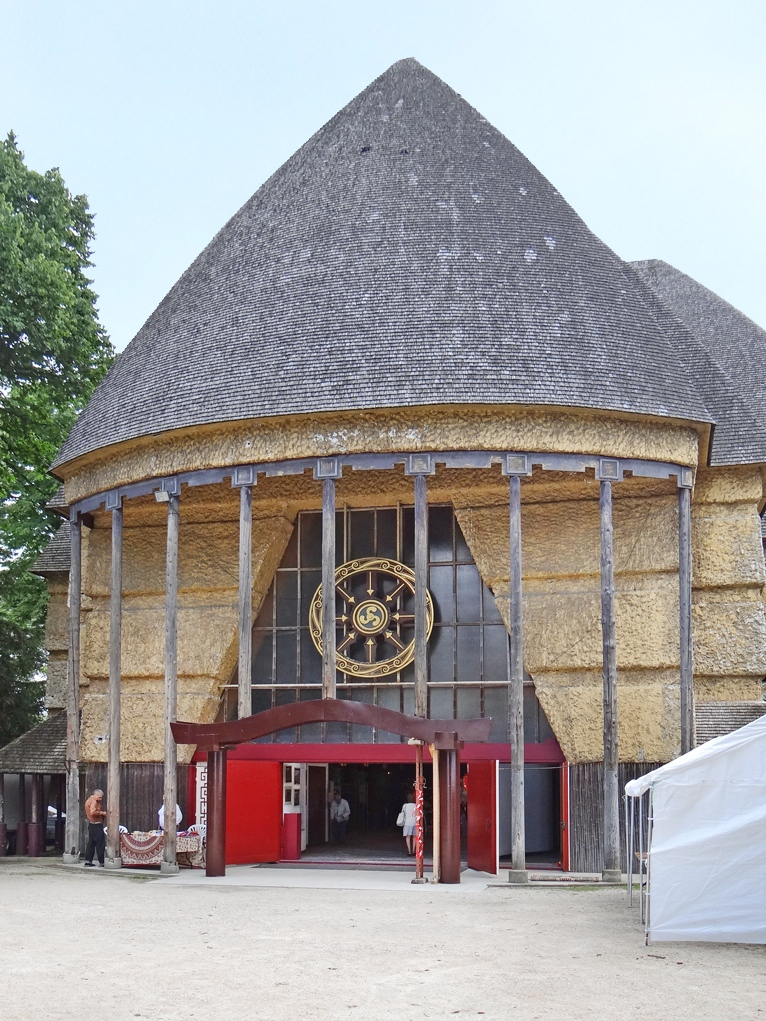
Vincennes pagod i Paris där UBF:s huvudkontor ligger.

Buddhism är Frankrikes fjärde största religion efter kristendom, islam och judendom. Det exakta antalet buddhister är okänt men det uppskattas vara mellan 600 000 och 800 000. I alla fall har religionen växt i landet.

## Historia
I början av 1900-talet var Alexandra David-Néel en av Frankrikes, och hela Europas, viktigaste personer som hjälpte till att popularisera buddhismen efter att hon hade rest runt i Tibet och Sikkim. Dessutom var hon den första europeiska kvinnan som besökte Lhasa. Efter sin återresa till Frankrike, flyttade hon till Provence och skrev flera böcker om sina resor och allt vad hon hade lärt sig.
Frankrikes buddhistiska union (franska Union bouddhiste de France, förkortat UBF) grundades år 1986 och representerar 80 % av Frankrikes buddhistiska föreningar. Cirka ⅔ av Frankrikes buddhister har asiatisk bakgrund (mestadels från den gamla Franska Indokina).

## Idag
France TV producerar ett veckoprogram Sagesses bouddhistes som diskuterar buddhismen och dess relation till livet. Programmet började år 1996.
En av Frankrikes mest kända buddhister är Matthieu Ricard (Jean-François Revels son). Europas största buddhistiska tempel ligger i Auvergne.
Dalai lama har besökt Frankrike flera gånger. Den senaste var 2016 då han besökte Strasbourg och Paris. År 2008 träffade han Frankrikes dåvarande presidents (Sarkozy) hustru, Carla Bruni, och utrikesministern Bernard Kouchner. Dalai lama träffade inte den sittande president eftersom mötet antagligen skulle ha irriterat Kina som organiserade sommarolympiader sommaren 2008.

## Galleri

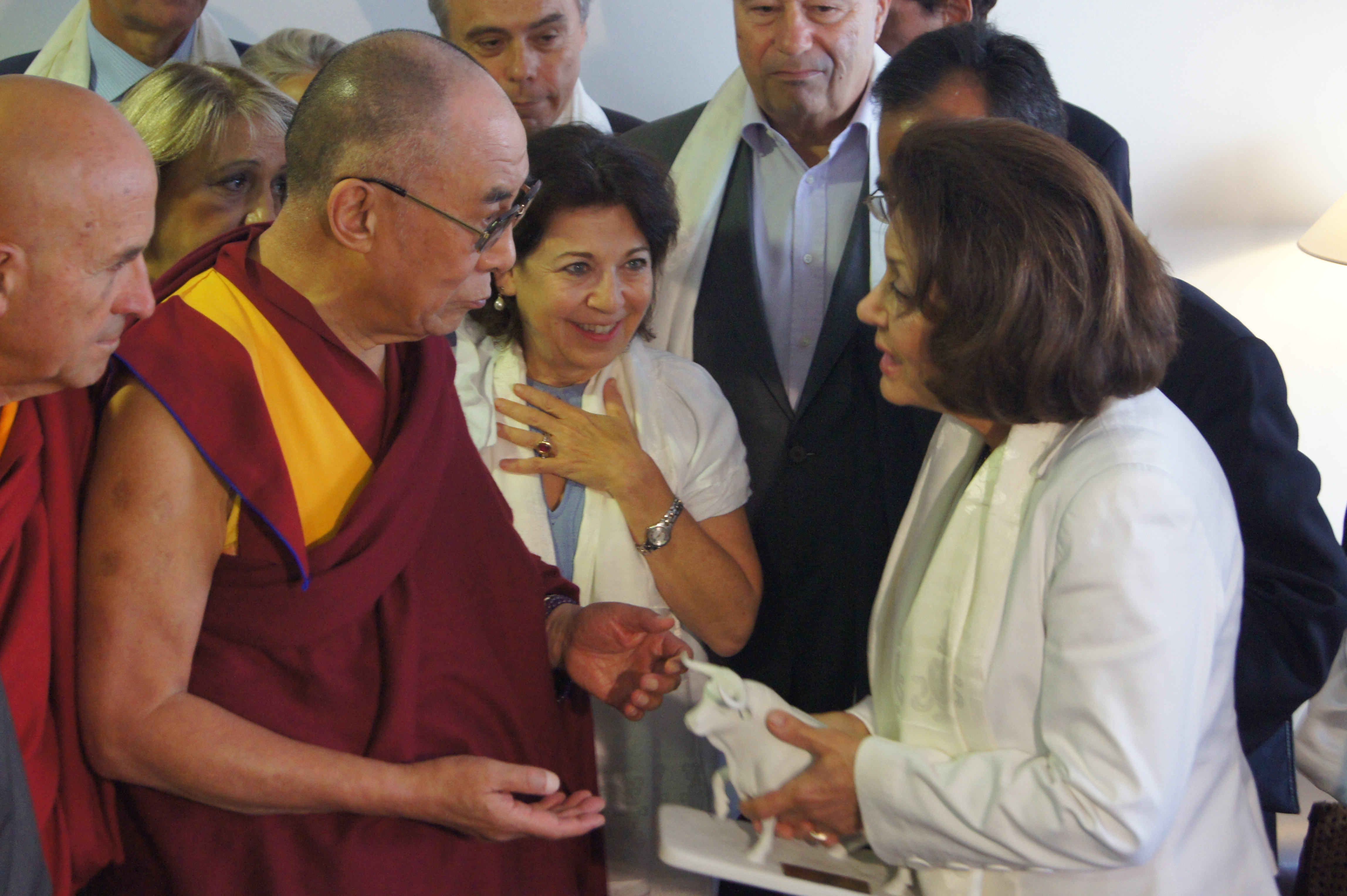
Dalai lama möter med parlamentarikern Muriel Marland-Militello år 2011.
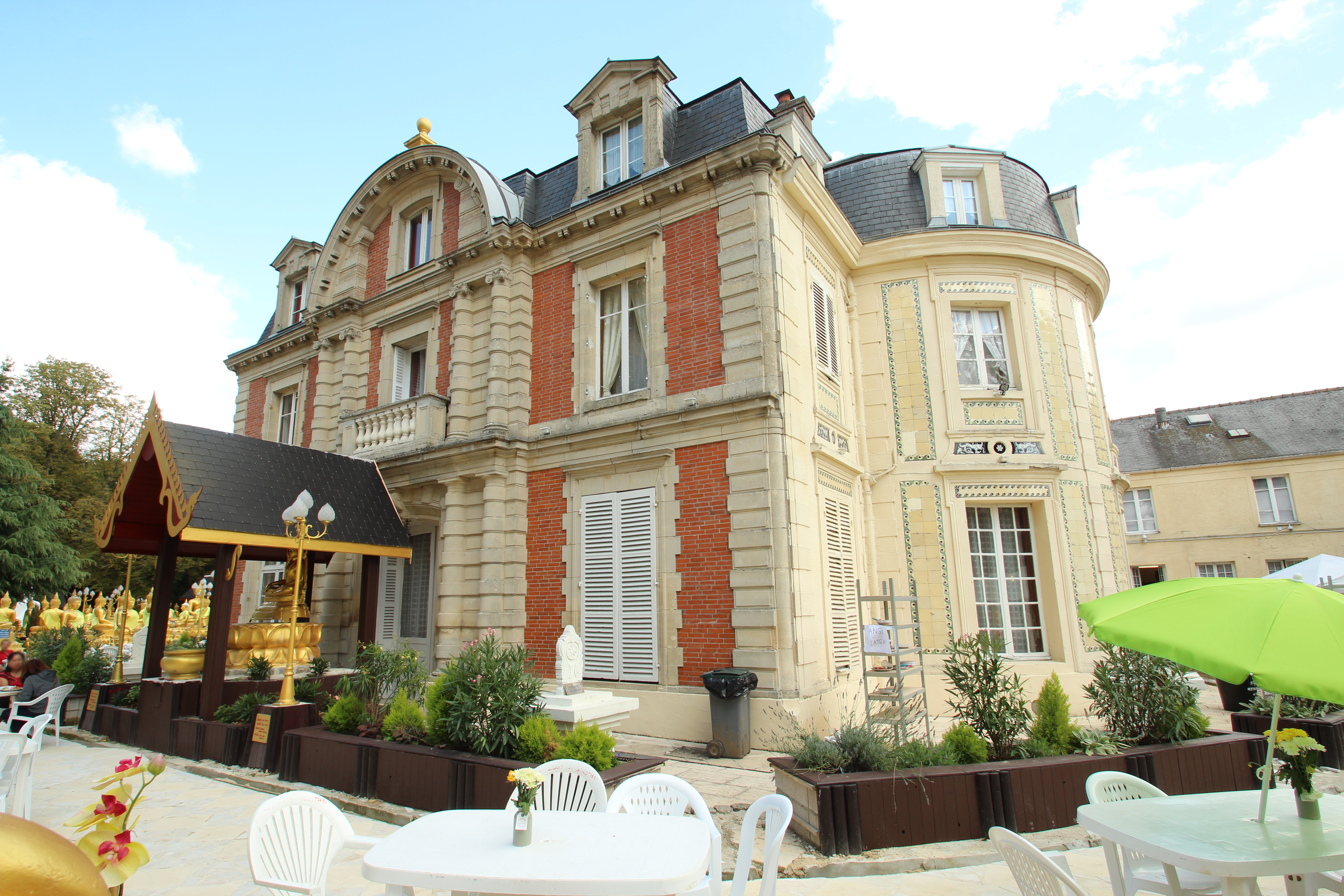
Wat Thammapathip-templet i Moissy-Cramayel.
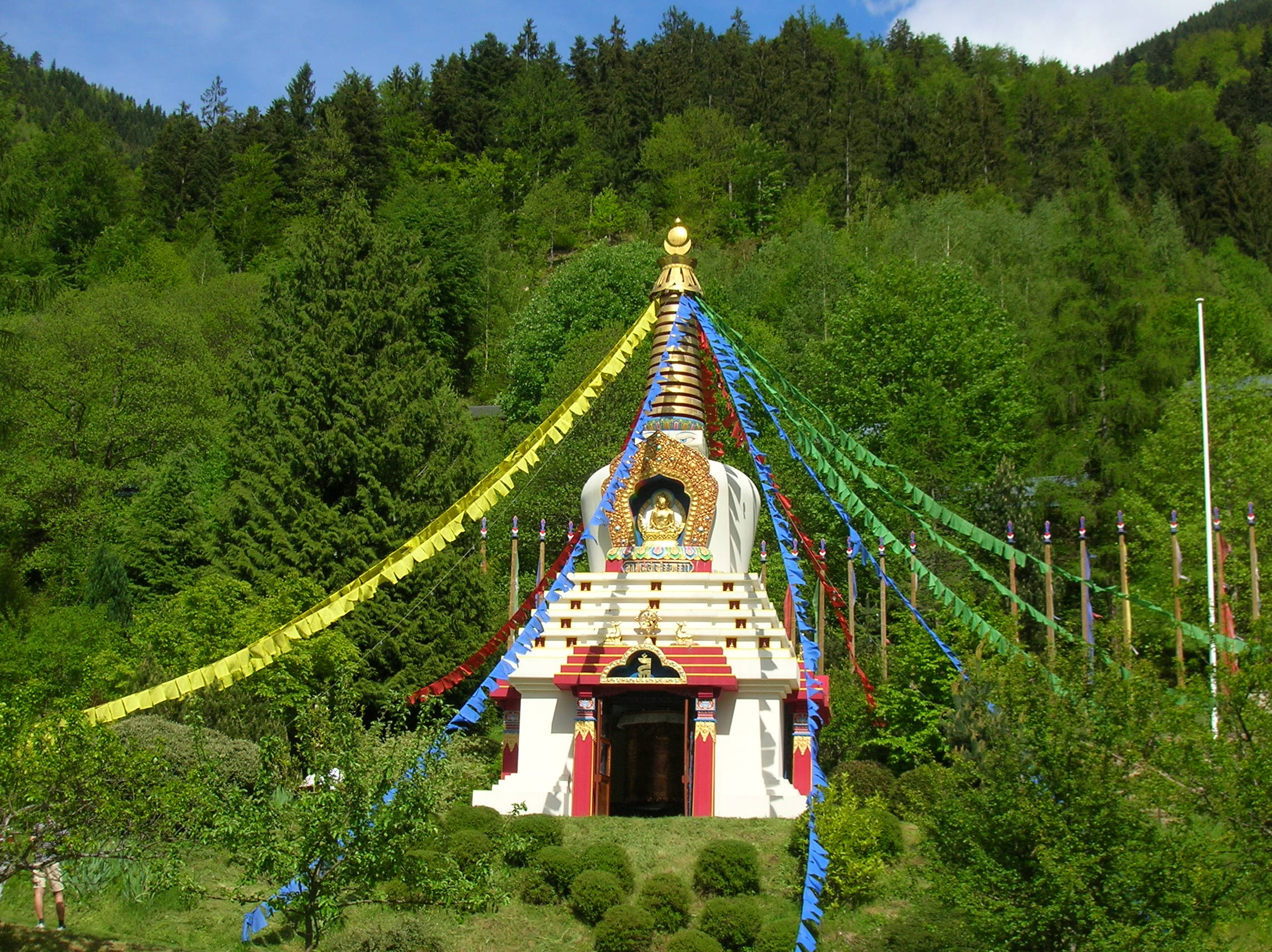
Stupa med böneflaggor i Arvillard.